# M167 VADS
Система протиповітряної оборони M167 Vulcan (VADS) — це буксирувана зенітна установка армії Сполучених Штатів малої дальності, призначена для захисту передових бойових елементів і критично важливих об'єктів в тилу. Вона також використовувалася для захисту аеродромів військових літаків ВПС США та вертолітних аеродромів армії США. Серцем M167 є гармата M168 Cannon, варіант скорострільної роторної гармати M61 Vulcan 20×102 мм.
Вона також ефективна проти легкоброньованих наземних цілей. Гармата M167 вже знята з озброєння військових частин США, але все ще використовується в інших країнах.

## Історія
Дві версії системи протиповітряної оборони Vulcan, буксирувана M167 і самохідна M163 VADS, були розроблені командуванням озброєнь армії США в Арсеналі Рок-Айленд у 1964 році. Вони були прийняті на озброєння як заміна для M45 Quadmount у 1965 році, а перші серійні M167 були поставлені армії США в 1967 році
Починаючи з 1994 року M167 була замінена на озброєнні США ракетною установкою M1097 Avenger, а в 2005 році — наземною версією гармати самооборони Phalanx CIWS, яку ВМС США використовує на своїх кораблях. Phalanx CIWS використовує той самий базовий 20 мм скорострільна гармата Гатлінга як M167.

## Дизайн

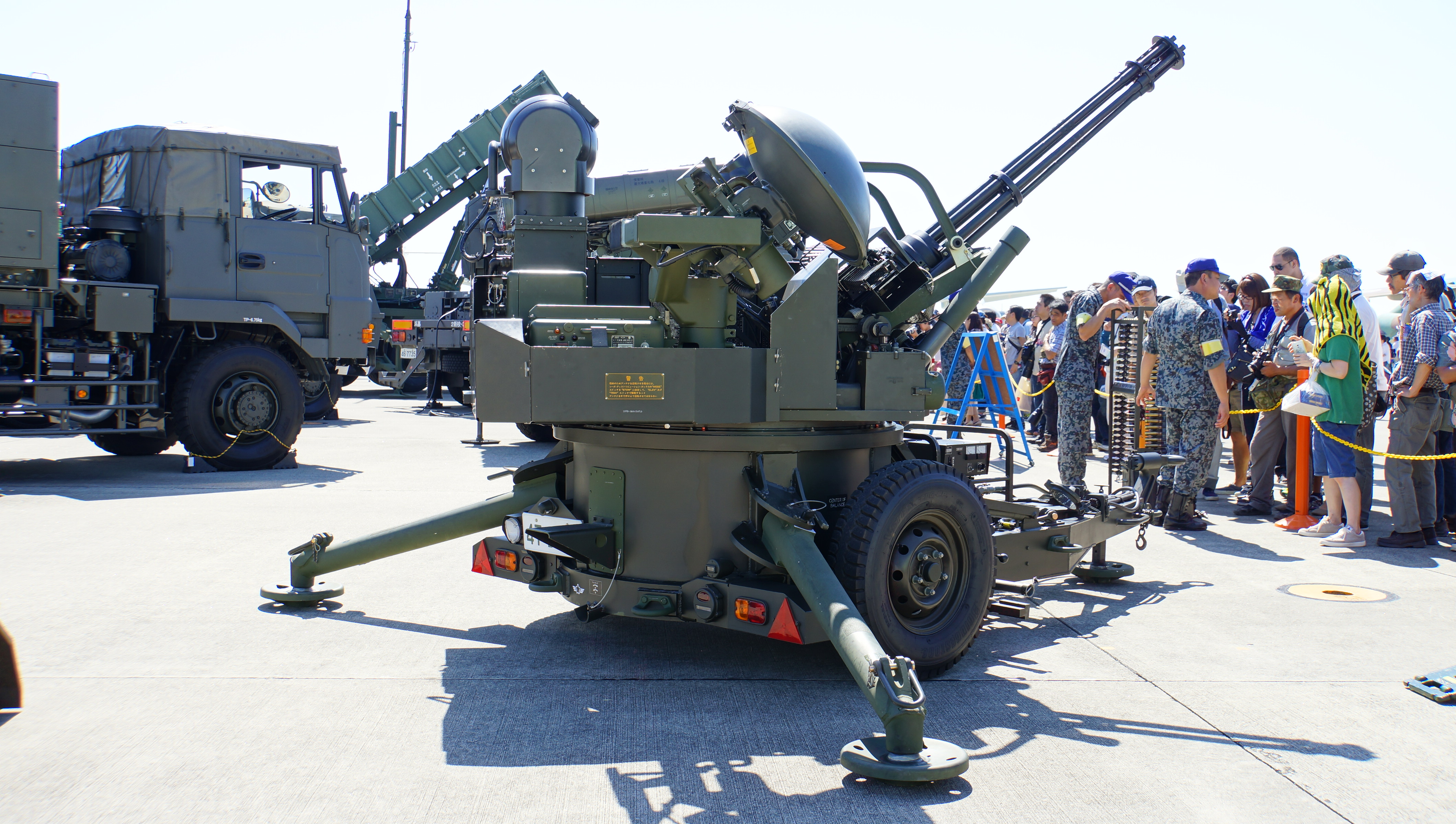
JASDF VADS на базі Ханамацу JASDF.

M167 VADS складається з 20-мм гармати M168, пов'язаної системи подачі боєприпасів і системи керування вогнем у башті з електроприводом, встановленої на буксируваному лафеті M42A1.
Модернізована версія M167A2 була модифікована покращеною підсистемою керування вогнем. Поліпшення було досягнуто шляхом заміни візирного прицілу зі змінюваною сіткою (англ. disturbed reticle sight) на напрямний візирний приціл (англ. director reticle sight), генератор струму прицілу замінено на цифровий процесор, а азимутальний пристрій на гармонічний привід. Він також мав додаткове колесо-упор, розміщене з кожного боку, яке запобігало перекиданню, надаючи довший важіль.
Судан і Ємен використовували гармати М167, встановлені на радянському БТР-152.
M167, встановлений на пікап Toyota Land Cruiser, був помічений у бойових діях у Ємені з хуситами.

## Оператори

### Поточні оператори
- Ботсвана (7)[11]:455
- Чилі[11]:405
- Еквадор (10)[11]:413
- Єгипет (72)
- Гондурас (30)
- Ізраїль[11]:349
- Японія[11]:279
- Південна Корея (60)[11]:284
- Саудівська Аравія (30) Використовувався Національною Гвардією[11]:368
- Судан (16)[11]:498
- Таїланд (24)[11]:312
- Уругвай (6)[11]:432
- Ємен[12] — Використовувався силами повстанців Хутсі[11]:377

### Колишні оператори
- Бельгія
- Марокко (40, 42 доставлено)
- США